# Hermanos Sánchez del Corral
Los hermanos Sánchez del Corral fueron tres conquistadores españoles que participaron en las conquistas de Cuba, México y Honduras. Naturales de la villa segoviana de Cuéllar, fueron hijos de Francisco de Cuéllar, natural de dicha villa y hermano de Cristóbal de Cuéllar (suegro de Diego Velázquez de Cuéllar), y de Catalina del Corral, natural de Portillo (Valladolid). 
Alonso, el primero de los hermanos se hallaba en Cuba en 1517, participando en la conquista y pacificación de la isla bajo las órdenes de su paisano Diego Velázquez de Cuéllar, adelantado y primer gobernador de la misma. Más tarde acompañó a Juan de Grijalva en el descubrimiento de Nueva España, y finalmente se estableció en la villa de Sancti Spíritus (1528-1544) y en la Ciudad de México, de donde era vecino en 1547.
Los otros dos hermanos fueron Gaspar, que debió llegar a Cuba junto con su hermano Alonso. Acompañó a Hernán Cortés en la conquista de México, y falleció después en los peñones de Oaxtepec, en el actual estado de Morelos; y otro varón, de nombre desconocido, que participó en la conquista de Honduras.